# Боронський
Боро́нський (рос. Боронский) — селище у складі Суєтського району Алтайського краю, Росія.
Стара назва — Боронськ.

## Населення
Населення — 246 осіб (2010; 501 у 2002).
Національний склад (станом на 2002 рік):
- росіяни — 56 %
- німці — 28 %